# Sodalita
A sodalita é um mineral raro de coloração geralmente azul ou violeta-azulada, amplamente usado como gema e em objetos ornamentais.  Pode ser também cinza, amarela, verde ou rosa e é frequentemente manchada de branco, o que diminui seu valor. É lapidada em cabuchão ou em forma de contas. Translúcida, muito raramente transparente. Quando azul, assemelha-se ao lápis-lazúli, dele diferindo pela densidade e pela presença de pirita, rara na sodalita. Seu azul é diferente, sendo do tipo azul royal e não ultramarino, como o lápis-lazúli e a lazurita.  Distingue-se ainda de minerais semelhantes por seu traço branco. Possui seis direções de clivagem pobre, que se traduzem em fendas incipientes através da pedra. É um mineral relativamente frágil, assim chamado pela presença de sódio em sua composição. Mineralogicamente, é classificada como feldspatoide.  .
O grupo da sodalita inclui outros três silicatos cúbicos: hauynita, noseana e lazurita.

## Estrutura
A sodalita é um mineral cúbico que consiste em uma rede de gaiolas de aluminossilicato Na+ cátions na inter-framework. Essa estrutura, forma uma estrutura de gaiola semelhante a Zeólitos. Cada célula unitária contém duas estruturas de gaiola. A sodalita natural contém principalmente ânions de cloreto nas gaiolas, mas eles podem ser substituídos por outros ânions, como sulfato, sulfeto, hidróxido, trissulfur com outros minerais no grupo sodalita representando composições de membros finais.
Descoberta em 1806 na Groenlândia, a sodalita só se tornou uma pedra ornamental importante a partir de 1891 quando vastos depósitos de material de boa qualidade  foram descobertos em Ontário, Canada. Passou então a ser chamada de Azul Princesa em homenagem à Princesa Patrícia, que visitou Ontario algum tempo depois de sua descoberta e que escolheu a sodalita para decorar o interior de Marlborough House na Inglaterra. Atualmente muito usada na joalheria como gema semi preciosa. 
A hackmanite é uma importante variedade de sodalita que exibe tenebrescência: em fratura recente, ela é violeta a vermelha, mas gradualmente passa a branca ou verde à luz solar. Se deixada em ambiente escuro por algum tempo, a cor violeta reaparecerá. O processo é acelerado se for usada luz ultravioleta de comprimento de onda curto. Muitas sodalitas também fluorescem com cor laranja sob luz UV.
Com hábito tipicamente maciço, é encontrada na forma de veios em rocha ígneas ácidas como nefelinassienitos. Associa-se a outros minerais típicos de ambientes insaturados, principalmente leucita, cancrinita e natrolita.

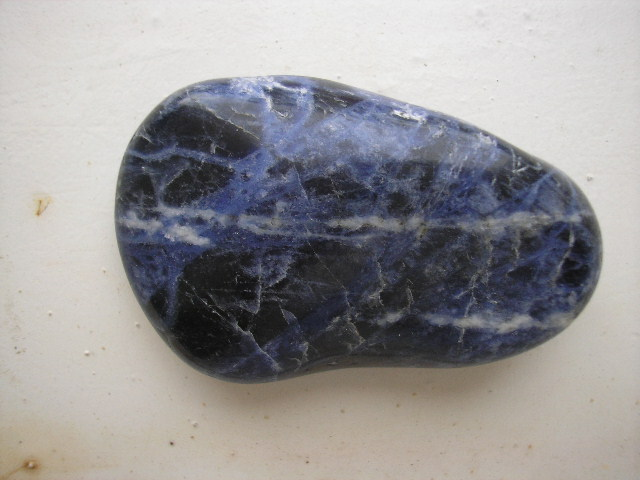
Sodalita polida, Brasil.

Importantes depósitos de sodalita são encontrados em poucas localidades: Bancroft, Ontario e Mont-Saint-Hilaire, Quebec no Canadá; e Litchfield, Maine e Magnet Cove, Arkansas nos Estados Unidos. Jazidas menores são encontradas na América do Sul (Brasil e Bolívia), Portugal, Romênia, Myanmar e Rússia. A hackmanite é encontrada principalmente em Mont Saint-Hilare (Canadá) e Groenlândia. Nesta última localidade, é produziada uma variedade verde chamada sodalita camaleão. Cristais euédricos, transparentes são encontrados no norte da Namibia e nas lavas do Vesúvio, Itália. Estes espécimes raros são altamente valorizados pelos colecionadores.